# Chapelle Notre-Dame-en-son-Assomption de Buxereuilles
La chapelle Notre-Dame-en-son-Assomption de Buxereuilles est une chapelle située à Chaumont dans le département de la Haute-Marne en région Grand Est.

## Historique
La chapelle, du XVIe siècle, est inscrite au titre des monuments historiques par arrêté du 13 février 1928.